# エミディオ・グレコ
エミディオ・グレコ（イタリア語: Emidio Greco、1938年10月20日－2012年12月22日）は、イタリアの映画監督。脚本家。1974年の映画Morel's Invention （英語）が最もよく知られている。

## 経歴
プッリャ州ターラント県レポラーノに生まれる。子供の時にトリノに移る。1964年、イタリア国立映画実験センターを卒業、その二年後、イタリア放送協会にて、ドキュメンタリー作家としての活動を始める。1971年、ロベルト・ロッセリーニに随行してチリに行き、サルバドール・アジェンデとのインタヴューを収録する。1974年、特別映画「Morel's Invention」（英語）で監督としてデビュー。批評家からは好意的評価を受けた。イタリア芸術映画界での、監督としての記念すべき第一歩であった。グレコの第二作目は、1982年の「Ehrengard」（英語）であったが、2002年にようやく発売された。これは、制作者が破産したことによるものであった。これ以降、6本の映画を撮影しているが、その内容は主に文学作品を脚色したものが中心である。1991年には、レオナルド・シャーシャの同名小説（邦題：「ちいさなマフィアの話」）を映画化した映画「Una Storia Semplice」でナストロ・ダルジェント賞最優秀脚本賞を受賞している。
2004年、グレコはフランシスコ・マセッリと共に、ヴェネツィア国際映画祭で「制作者達の一日（原題："Giornate degli Autori"）」という分科会を設立している。74歳でローマで死去。ごく短い期間、病を患った後の死であった。

## 作品一覧
- Morel's Invention （英語） (Italian: L'invenzione di Morel, 1974)
- Ehrengard （英語）(1982)
- Un caso d'incoscienza (1984, TV Movie)
- L'arte e la società (1988, documentary)
- Una storia semplice （英語）(1991)
- Milonga （英語）(1999)
- The Council of Egypt （英語）(Italian: Il consiglio d'Egitto,2003)
- L'uomo privato (2007)
- Notizie dagli scavi （英語）(2011)